# Adiantum erythrochlamys
Adiantum erythrochlamys là một loài thực vật có mạch trong họ Adiantaceae. Loài này được Diels miêu tả khoa học đầu tiên năm 1900.